# Hieronymus van Alphen
Hieronymus van Alphen (Gouda, 8 augustus 1746 — Den Haag, 2 april 1803) is bekend als dichter, en dan vooral door zijn gedichten voor kinderen. Hij was de zoon van Johan van Alphen, raad in de Vroedschap en schepen van Gouda, en Wilhelmina Lucia van Alphen. Hij was een kleinzoon van de Utrechtse hoogleraar Hieronymus van Alphen. Naar hem is de Hieronymus van Alphen Prijs genoemd.

## Biografie
Zijn vader overleed toen Van Alphen 4 jaar was. Samen met zijn moeder verhuisde hij naar Utrecht. Hij studeerde rechten en letteren in Leiden, waar hij zich bekeerde tot een piëtistische vorm van het christendom. In 1768 werd Van Alphen advocaat in Utrecht. In 1772 trouwde hij met Johanna Maria van Goens, een zuster van zijn vriend Rijklof Michaël van Goens. Johanna Maria overleed in 1775 bij de geboorte van hun derde kind. In 1780 werd Van Alphen procureur-generaal. Hij hertrouwde met Catharina Geertruyda van Valkenburg, met wie hij nog twee kinderen kreeg. In 1789 werd hij in Leiden benoemd tot stadspensionaris (een jurist die het stadsbestuur adviseerde) en vier jaar later tot thesaurier-generaal (te vergelijken met een minister van Financiën) van de Republiek der Zeven Verenigde Nederlanden. Toen de Republiek ineenstortte, in 1795, legde Van Alphen als overtuigd orangist zijn functie neer. In de periode 1794-1799 stierven twee zoons, een kleinzoon en een schoondochter. In 1803 overleed Van Alphen aan een beroerte. Hij werd op 6 april 1803 begraven in de Grote of Sint-Jacobskerk in Den Haag. In 1807 kwamen zijn tweede vrouw en een dochter om bij de grote Leidse buskruitramp.

### Nakomelingen
Enkele nazaten van Hieronymus van Alphen zijn op eigen kracht bekend geworden:
- Zijn zoon Daniël François van Alphen (1774-1840) was lid van de Tweede Kamer van 1815 tot 1840.
- Zijn kleinzoon François Emanuel Matthieu van Alphen (1822-1899) was secretaris-generaal van het Ministerie van Koloniën van 1876 tot 1880 en lid van de Raad van State van 1880 tot 1894.
- Zijn achterkleinzoon Henri François Rudolf Hubrecht (1844-1926) was lid van de Tweede Kamer van 1901 tot 1918.

## Varia
- In zijn geboorteplaats Gouda werd (in 1914) de (Eerste en Tweede) Hieronymus van Alphenstraat naar hem genoemd.

## 'Kleine gedichten voor kinderen'

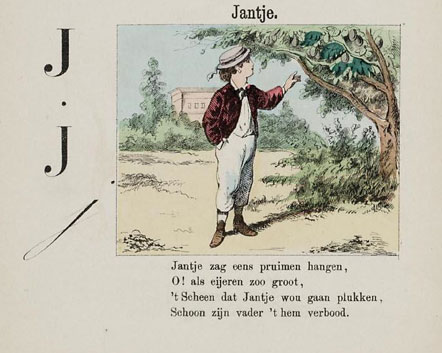
Van Alphens ABC-boekje.

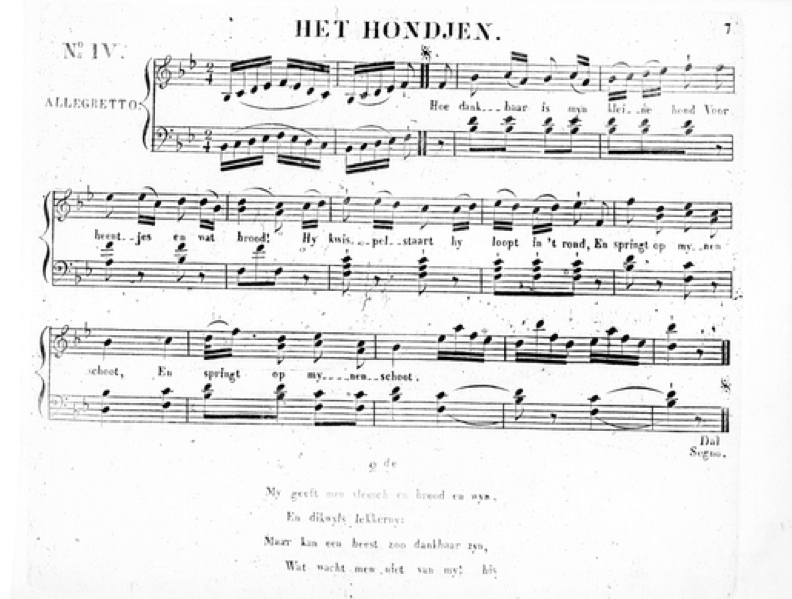
Het kinderliedje 'Hoe dankbaar is myn kleine hond', tekst van Hieronymus van Alphen (uitgave met muziek 1824).

In totaal heeft Van Alphen slechts 66 gedichten voor kinderen geschreven. Hij schreef hoofdzakelijk vrome poëzie voor volwassenen en kunsttheoretische en religieuze beschouwingen. Van Alphen schreef voor zijn kinderen drie dichtbundels (’Ziedaar, lieve wigtjes! Een bundel gedigtjes’) en gaf ze aanvankelijk anoniem uit. Deze bundels werden een groot succes, zijn tientallen malen herdrukt en zijn vertaald in het Frans, Duits, Engels, Fries en Maleis.
Uit de gedichten van Van Alphen spreekt een voor die tijd moderne visie op het kind (naar ideeën van de Verlichting). Hij beschouwde het kind als een onbeschreven blad, dat deugden als gehoorzaamheid, eerbied voor de ouders en voor God en bescheidenheid aangeleerd kon worden. Hij vond ook dat kinderen spelenderwijs moesten kunnen leren. ’Mijn speelen is leeren, mijn leeren is speelen, En waarom zou mij dan het leeren verveelen?’ dichtte hij. Ouders zijn vergevingsgezind, zo hield hij de kinderen voor, als je maar eerlijk en oprecht bent: ‘Kom Keesje lief! hou op met krijten, Zei moeder toen: 'k Wil u dien misslag niet verwijten, Hij kreeg een zoen.’
Zijn kindergedichten waren simpel van opzet door hun eenvoudige en strakke rijmschema’s, waardoor ze gemakkelijk uit het hoofd geleerd konden worden. Bovendien was het vaak het kind zelf dat aangaf welke deugden het nastreefde, en welke ondeugden het verafschuwde:
Een vriend, die mij mijn feilen toont,
Gestreng bestraft, en nooit verschoont,
Heeft op mijn hart een groot vermogen.
Maar...`t laag gemoed, dat altoos vleit,
Verdenk ik van baatzuchtigheid;
Ik kan zijn bijzijn niet gedogen.
Zijn bekendste gedicht is De Pruimeboom (1779). In 1780 werd een aantal van Van Alphens gedichtjes op muziek gezet.
Van Alphen nam met deze gedichtjes een voorbeeld aan de Duitse kinderdichters Christian Felix Weiße en Gottlob Wilhelm Burmann. Zijn kinderdichtbundels worden wel beschouwd als het begin van de kinderliteratuur in Nederland.

## Werken
- Proeve van stichtelijke mengel-poëzij (1771, vervolgbundels: 1772, 1773, 1782), uitg. Jan van Terveen
- Klaagzang (1775) - naar aanleiding van het overlijden van zijn vrouw, uitg. Jan van Terveen
- Gedigten en overdenkingen (1777 drie drukken), uitg. Jan van Terveen
- Kleine gedigten voor kinderen (1778: 1ste en 2de stukje, 1782: 3de stukje bij elk), uitg. Jan van Terveen & Zoon
- Theorie der schoone kunsten en wetenschappen (2 dln. 1778 en 1780)
- Digtkundige verhandelingen (1782), uitg. Jan van Terveen & Zoon
- De waare volksverlichting met opzigt tot godsdienst en staatkunde beschouwd (1793)
- Kleine bijdragen tot bevordering van wetenschap en deugd (1796)
- Predikt het evangelium allen creaturen (1801) bewerking van F.J. Riedels
- Proeve van liederen en gezangen voor den openbaaren godsdienst (2 dln., 1801-1802)